# Dolni Dabnik
Dolni Dabnik (en búlgaro: Долни Дъбнѝк) es una ciudad de Bulgaria, capital del municipio homónimo en la provincia de Pleven.

## Geografía
Se encuentra a una altitud de 90 m s. n. m. a 147 km de la capital nacional, Sofía.

## Demografía
Según estimación 2012 contaba con una población de 3 930 habitantes.
|         | 2004  | 2005  | 2006  | 2007  | 2008  | 2009  | 2010  | 2011  |
| Mujeres | 2 514 | 2 485 | 2 483 | 2 457 | 2 444 | 2 416 | 2 395 | 2 132 |
| Varones | 2 489 | 2 468 | 2 456 | 2 410 | 2 370 | 2 345 | 2 311 | 2 029 |
| Total   | 5 003 | 4 953 | 4 939 | 4 867 | 4 814 | 4 761 | 4 706 | 4161  |